# 말레이시아 말레이인

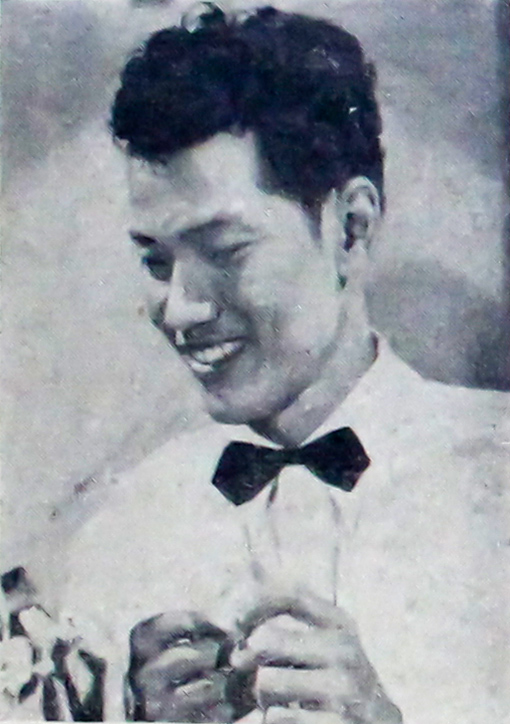
P. 람리

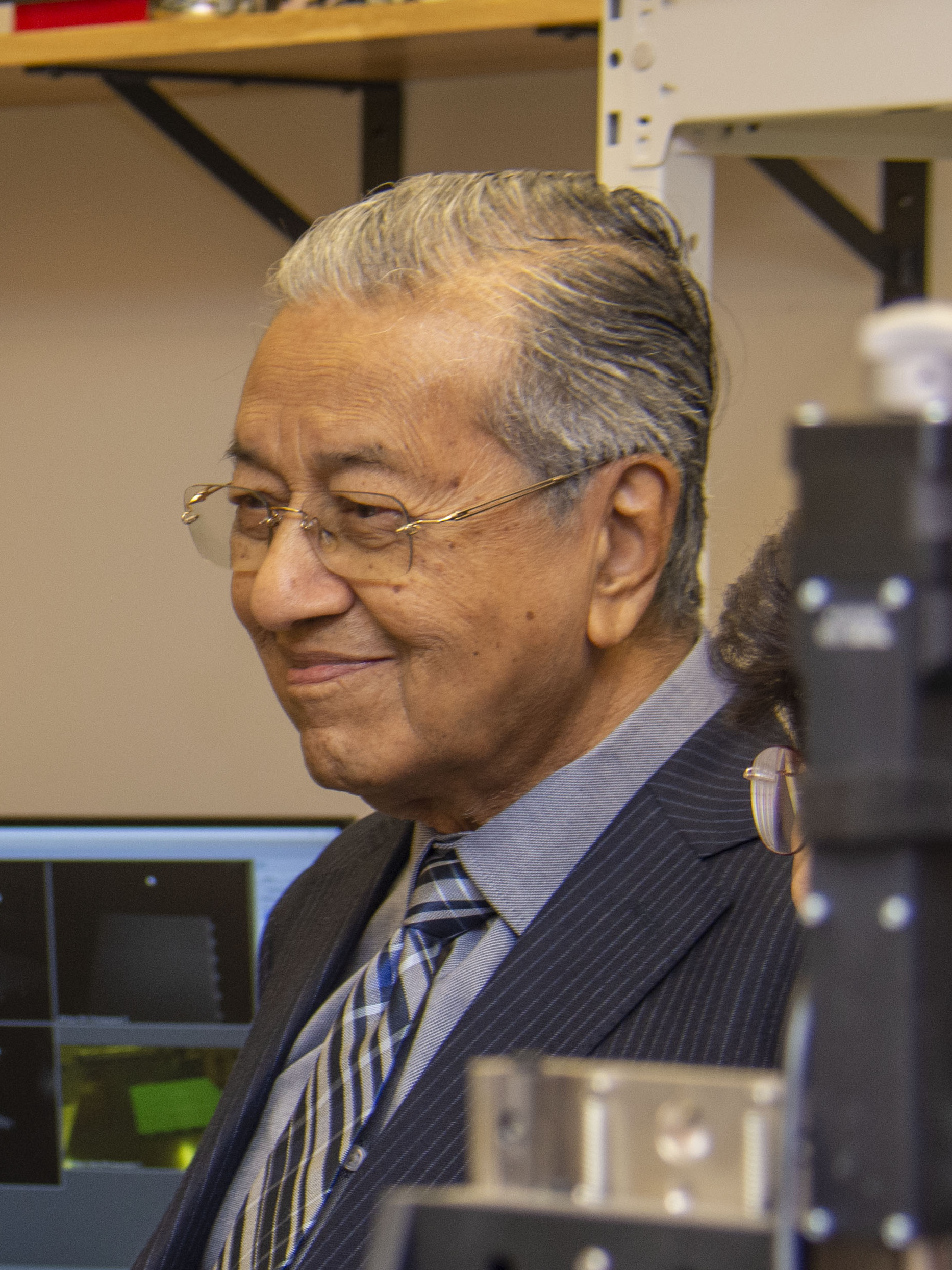
마하티르 빈 모하맛

말레이시아 말레이인(영어: Malaysian Malays)은 말레이시아에 거주 하는 말레이인이다. 서말레이시아과 동말레이시아에 따라 문화나 방언의 차이가 있다

## 문화
종교는 대부분 이슬람교다.

## 같이 보기
- 말레이인
- 말레이시아인
- 브루나이 말레이인
- 오랑 아살
- 오랑 아슬리
- 부미푸트라
- 인도네시아인
- 필리핀인
- 싱가포르인